# Ovsinjinac
Ovsinjinac (en serbe cyrillique : Овсињинац) est un village de Serbie situé dans la municipalité de Gadžin Han, district de Nišava. Au recensement de 2011, il comptait 148 habitants.

## Démographie
| 1948 | 1953 | 1961 | 1971 | 1981 | 1991 | 2002 | 2011 |
| ---- | ---- | ---- | ---- | ---- | ---- | ---- | ---- |
| 683  | 685  | 640  | 541  | 428  | 337  | 237  | 148  |

|  |